# Теракт в Илинге
Террористический акт в Илинге (англ. Ealing bombing) произошёл 3 августа 2001 в 00:02 в Лондоне. Боевики Подлинной Ирландской республиканской армии взорвали автомобиль, в котором находилась бомба мощностью 45 кг в тротиловом эквиваленте, на Илинг-Бродвей в Западном Лондоне. В результате взрыва пострадали семь человек.
Около полуночи на воздух взлетел серый автомобиль Saab 9000. Радиус поражения составил более 200 метров. Семь человек было ранено в результате взрыва. Находившийся рядом торговый центр пострадал не только от последствий взрыва, но и от небольшого затопления: сумма ущерба составила более 200 тысяч фунтов стерлингов.
Ответственность за взрывы взяла на себя Подлинная ИРА, причастная ко взрыву в телецентре Би-би-си 4 марта того же года и попытавшаяся 3 ноября устроить аналогичный взрыв в Бирмингеме. Эксперты решили, что ирландцы своим взрывом в Илинге всего лишь выносили предупреждение британским властям, не пытаясь причинить вреда гражданским. В ноябре по обвинению во всех трёх террористических атаках были арестованы трое человек: Ноэль Магуайр и братья Роберт и Эйден Халм. 8 апреля 2003 в Олд-Бейли состоялось судебное заседание: перед судом предстали также Джеймс Маккормак (графство Лаут, Республика Ирландия) и Джон Ханнан (Ньютаунбатлер, графство Фермана, Республика Ирландия). Братья Халм были осуждены на 20 лет тюрьмы, Магуайр как один из опаснейших соучастников получил 22 года тюрьмы, Маккормак — также 22 года (как главный организатор теракта), а Ханнан, самый молодой из всех (17 лет), был приговорён к 16 годам тюрьмы